# Acleisanthes somalensis
Acleisanthes somalensis är en underblomsväxtart som först beskrevs av Emilio Chiovenda, och fick sitt nu gällande namn av R.A.Levin. Acleisanthes somalensis ingår i släktet Acleisanthes och familjen underblomsväxter. Inga underarter finns listade i Catalogue of Life.